# Kanton Grevelingen
Grevelingen (Frans: Gravelines) is een voormalig kanton van het Franse Noorderdepartement. Het kanton maakte deel uit van het arrondissement Duinkerke.

## Gemeenten
Het kanton Grevelingen omvatte de volgende gemeenten:
- Grevelingen (Gravelines) (hoofdplaats)
- Grand-Fort-Philippe
- Kraaiwijk (Craywick)
- Loon (Loon-Plage)
- Sint-Joris (Saint-Georges-sur-l'Aa)